# Estádio Choa Chu Kang
O Estádio Choa Chu Kang está localizado em Choa Chu Kang, Singapura, e tem capacidade para cerca de 4 mil pessoas. O estádio é a casa do Singapore Armed Forces FC/SAFFC durante a temporada de futebol da S-league.
O estádio tem 2 paragens de autocarro na Estação Choa Chu Kang MRT/LRT Station e e outras utilididades, como uma piscina de natação, restaurante e ginásio. Também tem um centro de infância. Foi aberto no ano de 2001.